# Кимбърли дос Рамос
Кимбърли дос Рамос де Соуса (на испански: Kimberly Dos Ramos De Sousa) е венецуелска актриса и модел.

## Биография
Кимбърли е родена на 15 април, 1992 г. в град Каракас, Венецуела. Има двама братя - Лени и Ланс. Родителите ѝ са португалци. На две годишна възраст навлиза в артистичните среди. Снима се в реклами за известни марки като: Parmalat, Frutísima, Jonhson, Didijin и Golden. Мечтае един ден да бъде моден дизайнер и да учи във Франция или Англия. Харесва синия и розовия цвят. Любимите ѝ актьорите Джули Рестифо, Амалия Перес Диас, Жан Карло Симанка и Раул Амундарай.

## Филмография
- Осмелявам се да те обичам (2025) – Виктория Перес-Солер Пас
- Да живееш от любов (2024) – Анхели Дел Олмо Сандовал де Аранда
- Върни се при мен (2023/24) – Лиана Коралес
- Бездушната (2021) – Исабела Гаярдо
- Руби (2020) – Марибел де ла Фуенте
- Дойде любовта (2016) – Грасиела Паласиос
- Кой кой е? (2015/16) – Фернанда Манрике / Исабела Фернанда Бланко
- Земя на честта (Tierra de reyes) (2014) – Ирина дел Хунко
- Мъж под наем (Marido en alguier) (2013) – Патрисия Ибара Палмер
- Лицето на отмъщението (El Rostro de la venganza) (2012) – Катерина Алварадо
- Грачи (Grachi) (2011) – Матилде
- Събрани от звездите (Que el cielo me exlique) (2010)
- Мис Амбиция (La trepadora) (2008) – Еухения Алкой дел Касал
- Търси си Г-н Перфектен (Amor a palos) (2005) – Хулиета Сориано Лам
- Куайма (La Cuaima) (2003) – Бамби Касерес Роваина
- Семейство Гонзалес(Las Gonzales) (2002) – Петуния
- Не любов, а лудост (Mas que amor...frenesi) (2001) – Анастасия „Тати“ Лара Фахардо
- Любовна магия (Hechizo de amor) (2000)
- Подвластни на страстта (Cuando hay pasion) (1999)
- Женска съдба (Destino de mujer) (1997)
- Всичко заради твоята любов (Todo por tu amor) (1996)

## Награди
| Година | Награда                       | Категория                           | Номинация             | Резултат   |
| ------ | ----------------------------- | ----------------------------------- | --------------------- | ---------- |
| 2011   | Kids Choice Awards México     | Любима злодейка                     | Грачи                 | Номинирана |
| 2011   | Kids' Choice Awards Argentina | Любима злодейка                     | Грачи                 | Номинирана |
| 2012   | Kids Choice Awards México     | Любима злодейка                     | Грачи                 | Номинирана |
| 2012   | Kids' Choice Awards Argentina | Любима злодейка                     | Грачи                 | Номинирана |
| 2012   | Meus Premios Nick BRASIL      | Момиче на годината                  | Грачи                 | Номинирана |
| 2013   | Premios Tu Mundo              | Най-добра актриса в поддържаща роля | Лицето на отмъщението | Номинирана |